# Уилям Макдугъл
Уилям Макдугъл (на английски: William McDougall) е английски психолог. Интересите му са главно в областта на социалната психология. Предшества Джон Уотсън в определянето на психологията като „наука за поведението“.

## Научни възгледи
Според него инстинктът има три аспекта:
1. предразположение да се забелязват определени стимули;
2. предразположение да се извършват движения напред към целта;
3. емоционално ядро, което включва енергията, даваща тласък на дейността, след като стимулът е задействал организма към действие.
Психологията на Макдугъл е преднамерена психология, насочена към цел. Той нарича „хормична“ от древногръцкото „horme“, означаващо, „подтик“, „импулс“. Приема, че съществуват 12 основни инстинкта. Към 1932 г. броят е нараснал на 17, включително глад, секс, любопитство, бягство, нападателност, общителност, самоутвърждаване и придобиване. Често пъти два или повече инстинкта могат да се комбинират, за да обяснят някакво поведение. Любовта на мъжа към жена му например може да е комбинация от секс или майчини инстинкти, които той нарича емоционалност.
Убеден е, че във всяко нещо, дори и в неорганичната материя, има частица „душа“. Освен това дълбоко вярва в парапсихологическите феномени. Приветства изследванията върху екстрасенси.
Сред непопулярните каузи, които Макдугъл подкрепя, е и хипотезата на Ламарк, че характеристики, придобити от едно поколение, могат да се предадат на техните деца чрез механизмите на наследствеността.

## Оценка
Макар, що се отнася до човешкото поведение, доктрината за инстинктите да не се приема днес (освен от фройдистите), идеите на Макдугъл са довели до възраждане на интереса към инстинктите особено сред зооетолозите. Освен това идеята му за преднамереното или насоченото към цел поведение все още се поддържа от някои съвременни психолози.

## Избрана библиография
- An Introduction to Social Psychology (1908–50, reprinted 1973)
- The Group Mind (1920, reprinted 1973)
- Physiological Psychology (1920).
- Outline of Psychology (1923)
- Body and Mind
- Outline of Abnormal Psychology